# 9 Monkeys of Shaolin
9 Monkeys of Shaolin là một game beat 'em up hành động đi cảnh màn hình ngang do xưởng Sobaka Studio của Nga phát triển, Ravenscourt và Buka Entertainment với Teyon ở Nhật Bản và Sonkwo ở Trung Quốc phát hành.
Câu chuyện tái hiện không khí của những bộ phim kung fu thập niên 1970. Đây là một câu chuyện xây dựng nhân vật kể về một người đánh cá đơn giản bằng mọi cách để trở thành một trong những cao thủ của Thiếu Lâm. Trên con đường này, anh vượt qua những thử thách trong cuộc sống, gặp gỡ những người mới với tính cách độc đáo của họ, và tìm hiểu về sự trả thù và cái chết. Một số người anh gặp trở thành bạn của anh, và một số phản bội anh. Nhưng bất chấp tất cả những khó khăn trên con đường khó khăn, anh ấy đã chọn phấn đấu để để lại dấu ấn của mình trong lịch sử bằng cách cứu quê hương và toàn thế giới khỏi cái ác.
Mặc dù thế giới trò chơi cố gắng bám sát các sự kiện lịch sử, địa điểm, vũ khí và nhân vật có thật nhiều nhất có thể, nhưng nó cũng có phép thuật, sinh vật siêu nhiên và các yếu tố giả tưởng khác. Bối cảnh này là sự kết hợp giữa lịch sử có thật với huyền bí và truyện ngụ ngôn, như một phong tục trong thể loại võ hiệp giả tưởng của Trung Quốc.

## Lối chơi
Có năm gia tộc/băng đảng/nhóm kẻ thù trong trò chơi, một cho mỗi Chương.
1. The Green Clan - những tên cướp biển chân trần
2. The Red Clan - cùng là cướp biển nhưng chuyên nghiệp hơn
3. The Yellow Clan - một giáo phái ninja thần bí
4. The White Clan - một gia tộc samurai Shimazu lớn
5. The Black Clan - những nhà sư còn lại của chùa Enryaku-ji và các cộng sự của họ

Mỗi trưởng tộc đeo một chiếc mặt nạ theo kiểu kịch Noh Nhật Bản, nó phản ánh tính cách của họ. Tên của các nhà lãnh đạo là bút danh lấy từ tên mặt nạ.
Khi kết thúc mỗi nhiệm vụ, người chơi nhận được điểm cải tiến có thể dùng trong trại của sư phụ dạy học. Một cuộc trò chuyện với ông ta sẽ đưa ra một cây kỹ thuật nhánh đơn, trong đó chủ đề cải tiến chính là các cách kết hợp và kỹ thuật khác nhau cho mỗi loại trong ba chiêu thức.
Basic stand Chiêu thức cơ bản có sẵn ngay từ đầu. Được bật theo mặc định. Vũ khí cổ điển tấn công khi ở trên mặt đất. Acrobatic stand Có sẵn ngay từ đầu Chương Hai. Magic stand Xuất hiện ở đầu Chương Ba. Cho phép người chơi tạo các con dấu trên mặt đất, là các khu vực hình tròn, hoạt động trong một khoảng thời gian nhất định và tạo ra một hiệu ứng cụ thể bên trong chúng.
Có ba loại vật phẩm: vũ khí (gậy, giáo), giày dép (đệm, dép) và chuỗi hạt cầu nguyện. Các vũ khí chịu trách nhiệm chính cho các cuộc tấn công bằng gậy gộc; giày dép chịu trách nhiệm cho các cuộc tấn công nhảy vọt và né tránh; và các chuỗi hạt cầu nguyện chịu trách nhiệm về Khí và tác dụng của các con dấu niêm. Người chơi có thể lấy một vật phẩm từ mỗi danh mục vào mỗi màn chơi.
Có sáu loại kẻ thù, khác nhau chủ yếu về ngoại hình, cột máu và kỹ thuật: Thugs, Ashigaru, Ninja, Samurai, Ghosts và Sōhei. Mỗi loại kẻ thù có thể có vũ khí khác nhau, và do đó, các kỹ thuật và kiểu đánh khác nhau. Ví dụ, ashigaru có thể được trang bị giáo, kiếm hoặc súng hỏa mai, và trong mỗi trường hợp, chúng có một phong cách chiến đấu khác nhau cũng như một số khác biệt về ngoại hình.
Phần chơi mạng có sẵn dưới dạng chế độ co-op của cùng một phần chơi chính theo cốt truyện như trong chế độ một người chơi. Hai người chơi có thể tham gia vào chế độ co-op, trực tuyến hoặc trên mạng cục bộ.

## Cốt truyện
Trung Quốc, năm Nhâm Thân (1572). Anh hùng của trò chơi là một ngư dân chất phác tên là Wei Cheng (do Tsuji Daisuke lồng tiếng). Cha mẹ của anh đã chết dưới tay của Wokou khi anh chỉ là một đứa trẻ. Wei Cheng được ông nội của mình nhận nuôi và truyền dạy nghề đánh bắt cá, cũng như cách chiến đấu bằng gậy gộc, với kiến thức này được truyền từ thế hệ này sang thế hệ khác trong gia đình họ.
Trò chơi bắt đầu khi ngôi làng bị những tên cướp tấn công. Ông nội bị giết và Wei bị thủ lĩnh của đám cướp đeo mặt nạ đỏ đánh trọng thương. Các nhà sư tìm thấy Wei Cheng đang chảy máu và đưa anh ta đến một trong những ngôi nhà kiên cố ở địa phương. Người anh hùng tỉnh lại và thấy những nhà sư đang đứng trước mặt mình. Họ nói rằng ngôi làng đã bị phá hủy hoàn toàn, hầu như không còn người sống sót, và không có những tên cướp bình thường nào khác ngoại trừ Wokou. Nhóm của họ được Thiếu Lâm cử đến giúp bảo vệ các chùa chiền và dân thường nhưng họ đã không đến đó kịp thời. Wei Cheng đề nghị giúp đỡ bảy nhà sư và một kẻ buôn lậu.
Trong chế độ hợp tác, người chơi thứ hai là người trẻ nhất trong các nhà sư được gọi là Daoshan.

## Phát triển
9 Monkeys of Shaolin công bố tại Hội nghị các Nhà phát triển Game năm 2018 thông qua Chương trình ID@Xbox. Một phiên bản trình diễn mới đã được trình chiếu tại Gamescom 2018 ở khu vực Indie Arena Booth và tại IgroMir 2018. Trò chơi đã nhận giải thưởng Critics' Choice tại Indie Cup Summer 2018 và Grand Prize, Best Desktop, Thiết kế trò chơi xuất sắc, Nghệ thuật hình ảnh, Âm thanh đề cử tại Giải thưởng DevGAMM. Trò chơi phát hành ngày 16 tháng 10 năm 2020.

## Tiếp nhận
9 Monkeys of Shaolin nhận đánh giá "nhìn chung là được yêu thích", theo chuyên trang tổng hợp đánh giá Metacritic.